# Christian Christophersen Sehested

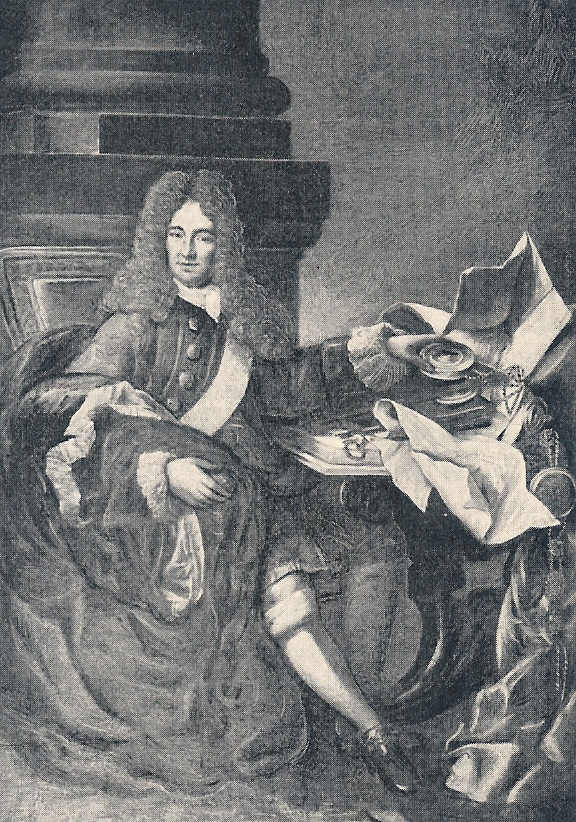
Christian Christophersen Sehested

Christian Christophersen Sehested (* 22. Februar 1666; † 19. Juli 1740) war ein dänischer Staatsmann und von 1708 bis 1721 Kanzler von Dänemark.
Sehested war der Sohn des Geheimrats Christoffer Sehested (1628–1699) und dessen Frau Merete (1631–1706, geborene Urne). Er war seit dem 26. Mai 1701 mit Charlotte Amalie Gersdorff (* 5. April 1685, † 15. Februar 1757), der Tochter von Frederik Gersdorff (1650–1691) und Elisabeth Sophie Skeel (1660–1690), verheiratet.